# Нове Мурси
Нове Мурси (пол. Nowe Mursy) — село в Польщі, у гміні Стердинь Соколовського повіту Мазовецького воєводства.
Населення — 112 осіб (2011).
У 1975-1998 роках село належало до Седлецького воєводства.

## Демографія
Демографічна структура станом на 31 березня 2011 року:
|          | Загалом | Допрацездатний вік | Працездатний вік | Постпрацездатний вік |
| -------- | ------- | ------------------ | ---------------- | -------------------- |
| Чоловіки | 57      | 12                 | 34               | 11                   |
| Жінки    | 55      | 13                 | 22               | 20                   |
| Разом    | 112     | 25                 | 56               | 31                   |